# Biscione (Heraldik)

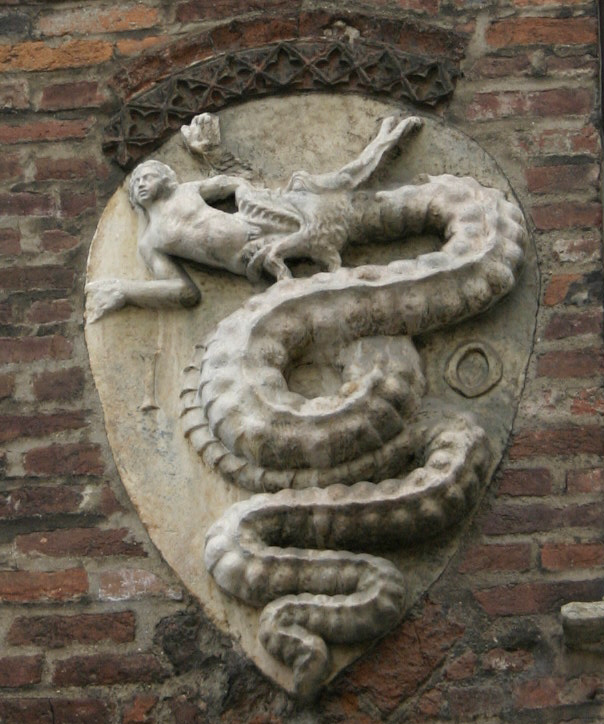
Biscione auf dem Wappen der Visconti, Piazza del Duomo, Mailand

Der Biscione ist in der Heraldik eine gemeine Figur und ein Wappentier mit eigenem Namen. Dargestellt wird er als große, gewundene Schlange, welche einen Menschen verschlingt oder, nach anderer Interpretation, ausspeit.
Ursprünglich von der italienischen Adelsfamilie Visconti im Wappen geführt, wurde der Biscione mit der Herrschaft der Visconti über das Herzogtum Mailand im 14. und 15. Jahrhundert zum Symbol Mailands und der Lombardei.

Blauer Biscione auf silbernem Schild; Wappen der Visconti
Wappen der Familie Sforza
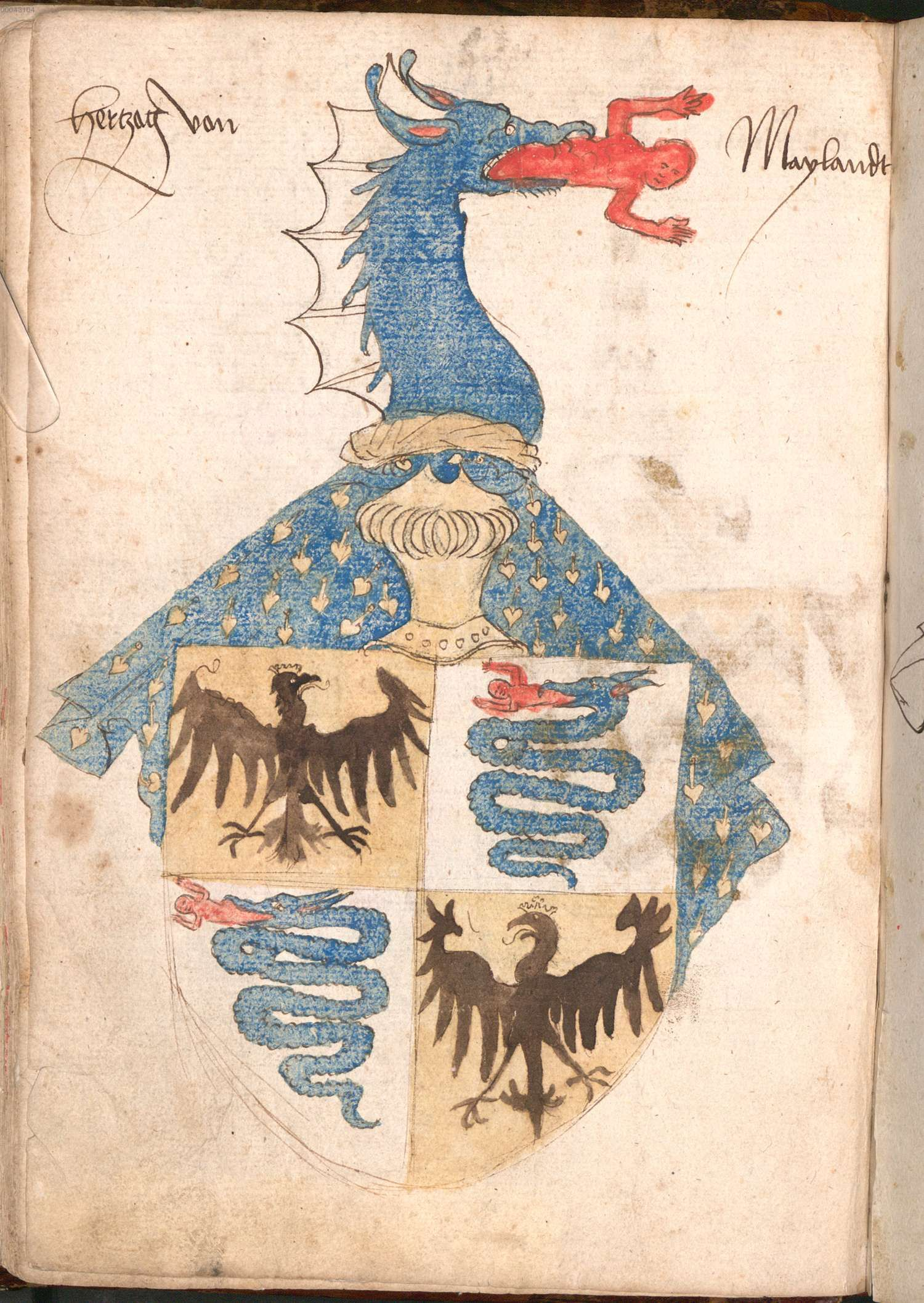
Wappen des „Herzog[s] von Maylandt“ im Wernigeroder Wappenbuch
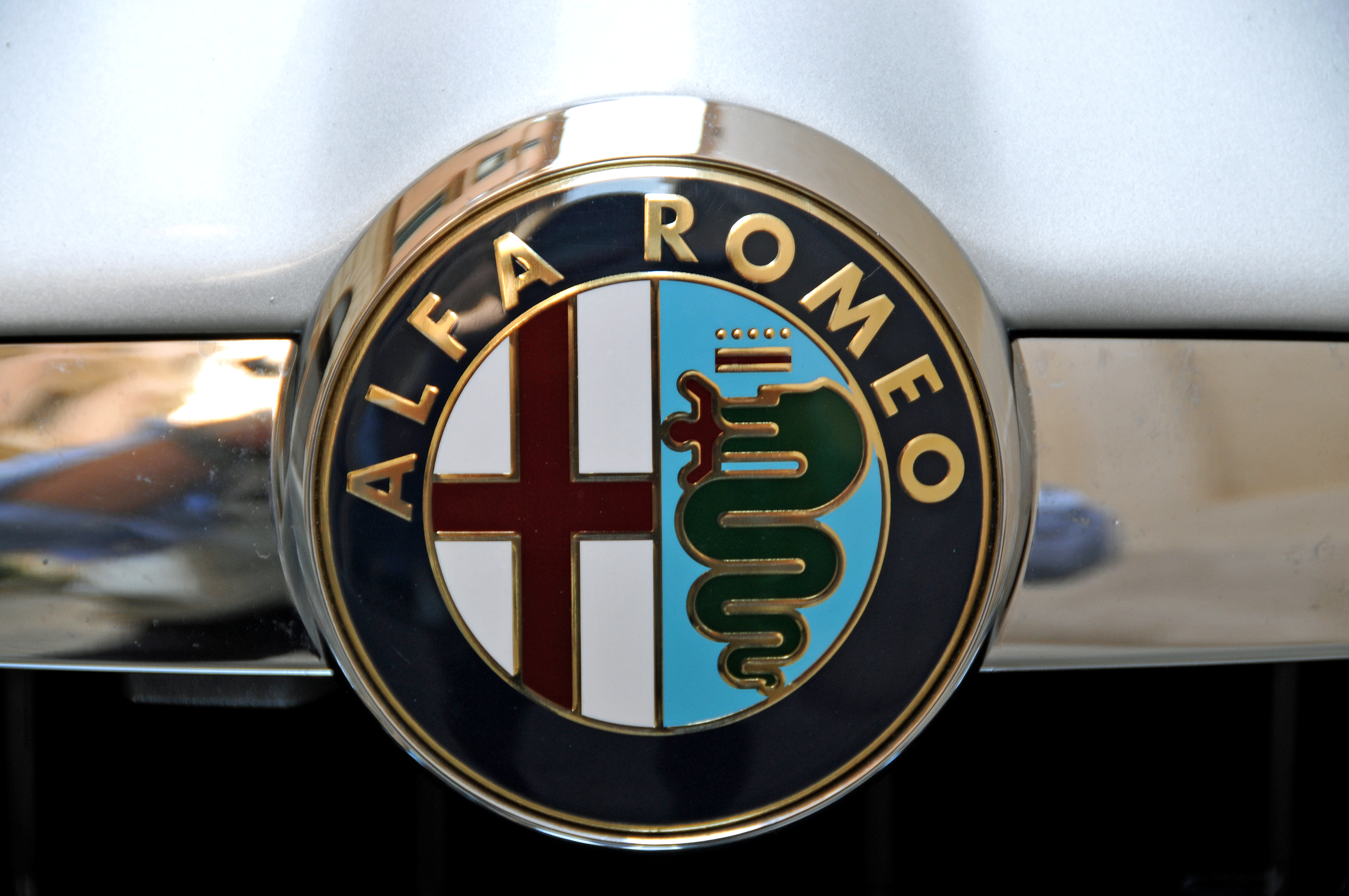
Biscione im Logo des in Mailand gegründeten Automobilherstellers Alfa Romeo

Neben zahlreichen italienischen Gemeinden findet sich der Biscione auch in den Stadtwappen von Dachau, Pružany, Dłutów und Sanok.